# Vallecito (Kalifornija)
Vallecito je naseljeno područje za statističke svrhe u američkoj saveznoj državi Kalifornija. Prema popisu stanovništva iz 2010. u njemu je živjelo 442 stanovnika.